# USS Lagarto (SS-371)
Za druga plovila z istim imenom glejte USS Lagarto.
USS Lagarto (SS-371) je bila jurišna podmornica razreda balao v sestavi Vojne mornarice Združenih držav Amerike.
Maja 2005 so našli razbitino podmornice v Tajskem zalivu.